# Барухово
Барухово — село, административный центр гмины Барухово Влоцлавского повета Куявско-Поморского воеводства. Расположено на севере центральной части Польши. 

В 1975–1998 годах село административно входило в состав Влоцлавского воеводства. 
По данным переписи населения (март 2011 г.) проживало 597 человек. 